# Georg Eduard Tegtmeyer (Politiker, 1842)

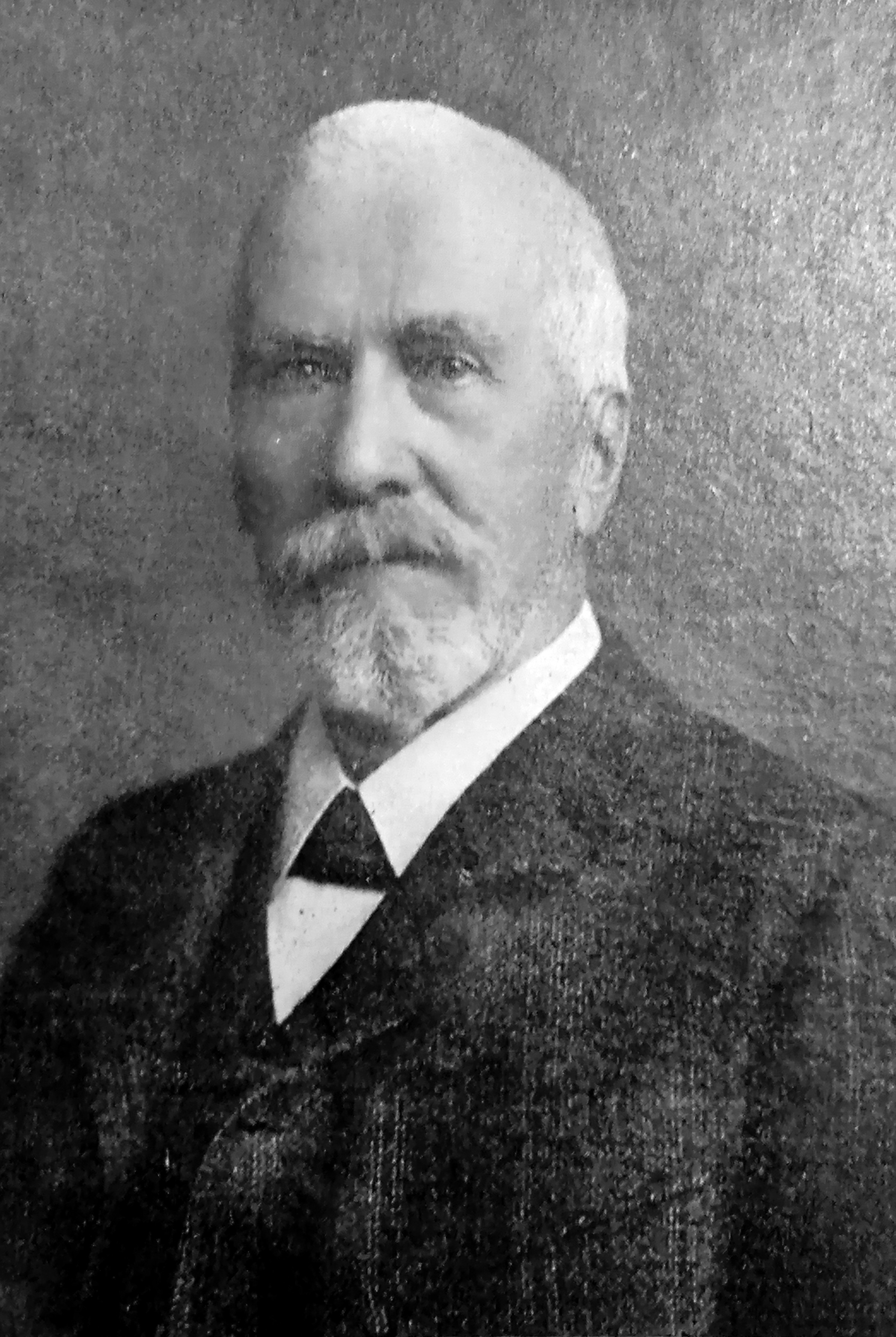
Georg Eduard Tegtmeyer

Georg Eduard Tegtmeyer (* 22. April 1842 in Lübeck; † 22. September 1913 in Lübeck) war ein deutscher Unternehmer und Politiker. Er war lübeckischer Inhaber der Speditions- und Kommissionsfirma Tegtmeyer & Co., wurde deren Seniorchef und Mitglied der Bürgerschaft.

## Leben

### Herkunft
Georg Eduard Tegtmeyer war ein Sohn des der Korporation der Schonenfahrern angehörenden Georg Christian Tegtmeyer und Wilhelmine, einer Schwester des Kaufmanns Heinrich Wilhelm Haltermann.

### Laufbahn

v. Bernstorff'scher Fideicommiss

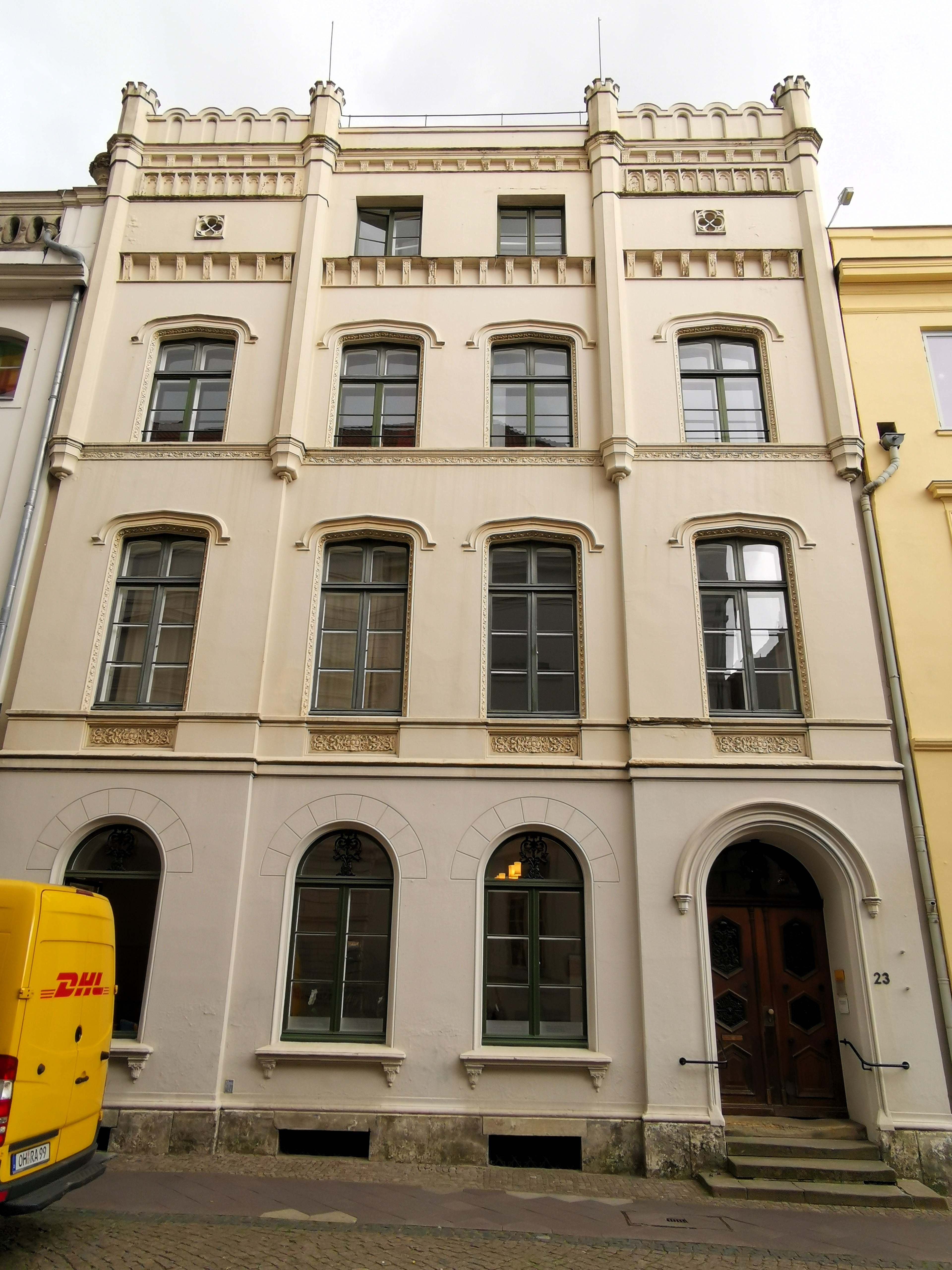
Königstraße 23

Nach seiner Ausbildung zum Kaufmann folgten Aufenthalte in Paris und Sankt Petersburg bevor sein Vater ihn in die Firma aufnahm. Neben der Verwaltung des Speditions- und Assekuranzgeschäftes, zu denen in den letzten Jahren auch noch Versicherungen traten, widmete er sich über 40 Jahre dem lübeckischen Gemeinwesen.
Im väterlichen Geschäft, welches er nach dem Erwerb des sogenannten v. Bernstorff'sche Fideicommiß in der Kleinen Burgstraße Nr. 789 und 790 (später 24) für 50 TCM später hierhin verlegte, war er zunächst neben seinem Vater und älteren Bruder, später als alleiniger Inhaber, tätig.
1901, als die Häuser dem Neubau der Ernestinenschule weichen sollten, wurden Wohn- und Geschäftssitz in die Königstraße 23 verlegt.
Tegtmeyer wird unter Anderen zum Ausschussmitglied der St. Jacobi-Kirchengemeinde gewählt.
Tegtmeyer verstarb 76-jährig am 22. September 1913.

### Kaufmannschaft
Ende Juni 1877 sollte die Neuwahl dreier Mitglieder der Kaufmannschaft bestellten Handelskammer stattfinden. Für den austretenden Konsul Hamann wurden Georg Wilhelm Stange, Tegtmeyer und Charles Hornung Petit vorgeschlagen. Am 23. Juni 1882 fand die Wahl eines neuen Mitgliedes der Handelskammer für Friedrich Heinrich Bertling statt. Zur Wahl standen Heinrich Gaedertz, Christ. Wilh. Heinr. Pape und Tegtmeyer.
Auf der Versammlung am 8. April 1884 wurde Franz Georg Friedr. Gossmann an Stelle des in den Senat erwählten Johann Daniel Eschenburg Mitglied der Handelskammer und Tegtmeyer für den verstorbenen Consul Franz Oscar Klingström zum Revisor der Kassenrechnungen 1883/84 gewählt.
Als Ersatz für den Ende Juni 1887 aus der Handelskammer scheidenden Carl Alfred Brattström wurden von ihr Christian August Siemssen, Tegtmeyer und Hermann Warncke vorgeschlagen. Am 26. Juni 1891 wurde Tegtmeyer für August Heinrich Peter Wohlert erwählt.
Als Ernst Stiller am 29. Mai 1894 sein Amt als zweiter Stellvertreter des Präses wegen einer „Überhäufung mit Berufsgeschäften“ niederlegte wurde Tegtmeyer zu seinen Nachfolger gewählt. Auf der Versammlung der Kaufmannschaft am 18. Juni 1895 wurde Hermann Lange mit einer absoluten Mehrheit von 133 Stimmen als Präses wiedergewählt. Herrmann Fehling erhielt 111 und Tegtmeyer 9 Stimmen. Am 7. Juli 1896 wurde an Stelle von Tegtmeyer Fehling gewählt.
Am 3. Juli 1894 wurden für die Verwaltung in den Ausschuss der Testamente und Präbenden an Stelle von Fehling und Stiller Possehl und Tegtmeyer gewählt. Als Mitglied des Ausschusses für Schifffahrts-Angelegenheiten Tegtmeyer an Stelle von Warncke gewählt. Auf der Versammlung am 17. Juni 1896 wurden für den ordnungsmäßig die Kammer verlassenden Tegtmeyer Christian Wilhelm Heinrich Pape, Siemssen und Johannes Joachim August Suckau vorgeschlagen. Auf der Versammlung am 7. Juli 1896 schied er als Mitglied im Cassen-Ausschuss, dem Ausschuss für die Verwaltung der Bugsierdampfschiffe, dem Ausschuss für das Bureau und Bibliothek, dem Ausschuß für Eisenbahn- und Verkehrsangelegenheiten und dem Ausschuss für Schifffahrts-Angelegenheiten aus.

### Wirtschaftsförderer
Auf der am 20. Februar 1872 stattgefundenen Generalversammlung der Aktiengesellschaft Freihandel wurde Tegtmeyer zum Direktor und Carl Hinrich Friedrich Buck zum Revisor erwählt.
Tegtmeyer gehörte der Direktion der Lübeck-Büchener Eisenbahn-Gesellschaft und dem Aufsichtsrat der Aktiengesellschaft vormals Carl Thiel & Söhne an.
Am 31. März 1873 stattgefundenen Generalversammlung der Aktiengesellschaft Casino wurden Heinr. Marty, Thomas Johann Heinrich Mann, Albert Grube und Gottl. Theodor Bruhns zu Mitgliedern des Verwaltungsrates und Tegtmeyer zum Revisor gewählt. Auf der Generalversammlung am 31. März 1879 wurden die aus dem Verwaltungsausschuss scheidenden Mann und Tegtmeyer wiedergewählt. Auf der Generalversammlung am 14. April 1882 wurden die austretenden Vorstandsmitglieder Consul Fehling, Tegtmeyer und August Sartori wiedergewählt.

Privatbank

An Stelle des aus der Direktion der Privatbank scheidenden Friedr. Matthiesen wurde in der Generalversammlung am 23. Februar 1875 Gabriel Christian Carl Hermann Schroeder und an Stelle von Tegtmeyer Johs. Siemssen zum Revisor erwählt. Am 18. Februar 1887 wählte man den Senator Thomas Johann Heinrich Mann an die Stelle des ausscheidenden Tegtmeyer zum Mitglied des Aufsichtsrates.
Am 20. April 1885 wählte man die turnusmäßig aus dem Verwaltungsausschuss scheidenden Mitglieder Tegtmeyer und Sartori wieder. An Stelle des ausscheidenden Tegtmeyer wurde Friedrich Heinrich Bertling in den Aufsichtsrat gewählt. Zudem wurde das Haus Nr. 20 in den Schüsselbuden als Geschäftshaus für 150 TMark erworben.
Auf der unter dem Vorsitz von Gust. Wilh. Heinr. Max Boye geführten Generalversammlung schied dieser aus den Aufsichtsrat und Tegtmeyer wurde an seine Stelle gewählt. Eingehend diskutiert wurde die Beteiligung der Privatbank am Zusammenbruch der Hamburger Bankfirma Haller, Söhle & Co. und bei der Firma G. E. A. Asmus.

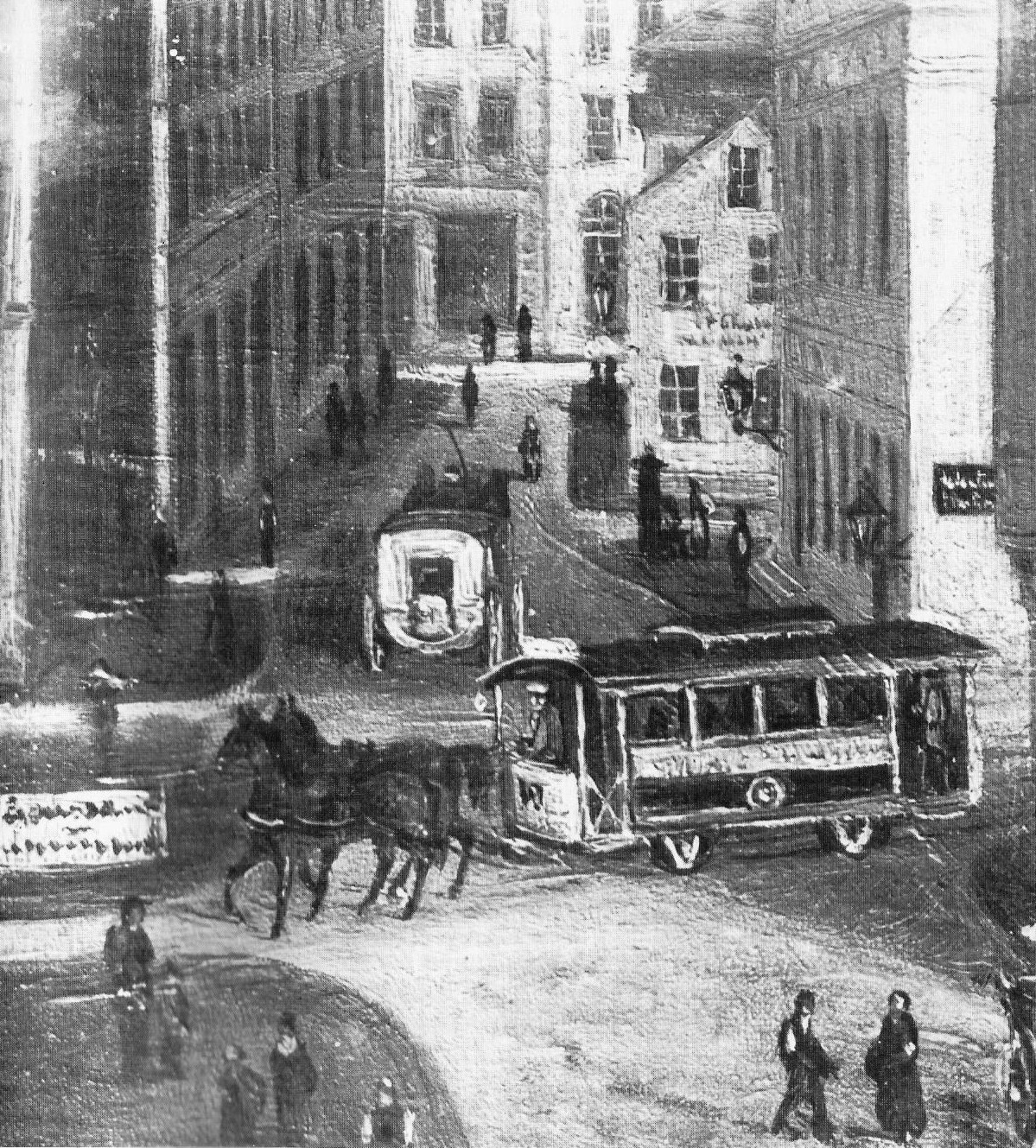
Pferdeeisenbahn

Am im Saal des Hôtel du Nord fand am 10. Dezember 1880 die erste von Regierungsrat Ferd. v. Warnstedt geleitete Generalversammlung der Aktionäre der Lübecker Pferdeeisenbahn-Gesellschaft statt. Er führte aus, dass zunächst nur eine außerhalb des Burgtor beginnende zum Kolosseum laufende Linie gebaut werden solle. Nachdem man jedoch den Wert des Beförderungsmittels einer Pferdeeisenbahn kennengelernt haben werde, sich die Abneigung gegen die erstgenannte Linie nach dem Bahnhof und vor das Holstentor in ein Bedürfnis wandeln werde. Als die hierfür geeignetste Linie wurde ein durch die Beckergrube laufender oder oberhalb der Mengstraße abzweigender Schienenstrang angesehen. Als Mitglieder des Verwaltungsrats wurden daraufhin v. Warnstedt, Hermann Fehling und Tegtmeyer, Ersatzmann Rodde, und für den Aufsichtsrat August Rehder, Johann Hermann Eschenburg und Friedrich Carl Sauermann, Ersatzmann Wilhelm Heinrich Heyke, erwählt. Auf der Versammlung am 27. April 1886 wurde der Vorstand entlastet und Tegtmeyer als dessen Mitglied wiedergewählt. Die Erhebung der erhöhten Sonntagspreise wurde eingehend diskutiert und, da ein Verzicht die Existenz des Unternehmens bedrohen würde, von einer sonntäglichen Ermäßigung der Preise abgesehen. Am 29. März 1889, Tegtmeyer wurde in den Verwaltungsrat gewählt, wurde für die Strecke vom Markt–Fackenburger Allee eine kürzere anstatt der bisher 20-Minütigen Taktung erwogen. Des Weiteren wurden Verhandlungen über eine Verlängerung der Strecke bis Fackenburg.
Auf der Generalversammlung der Deutschen Lebensversicherungsgesellschaft zu Lübeck im Mai 1887 wurde Tegtmeyer zum Revisor erwählt.

### Politik
Von 1871 bis 1909 gehörte er der Bürgerschaft an.
Bei der Ergänzungswahl zur Bürgerschaft am 23. Juni 1877 für den II. Wahlbezirk (Marien-Magdalenen Quartier) beteiligten sich von 998 wahlberechtigten Bürgern 193 Wähler. Tegtmeyer erhielt 167 Stimmen. Auf der Wahl von sieben Bürgerschaftsmitgliedern im Juni 1889 beteiligten sich von 676 Wahlberechtigten 271 Wähler und der vom Vaterstädtischen Verein aufgestellte Tegtmeyer erhielt 260 Stimmen.
Auf der Bürgerversammlung am 30. Mai 1895 stellte das Quartier Tegtmeyer für den Kaufmannsstand auf die Kandidatenliste für die Bürgerschaftswahlen. Auf der am 28. Juni 1895 abgehaltenen Wahlversammlung des zweiten Wahlbezirks beteiligten sich 394 von 558 Wahlberechtigten. Wie in den anderen Bezirken wurden die vom Vaterstädtischen Verein aufgestellten Kandidaten mit großer Mehrheit gewählt. Tegtmeyer erhielt 230 Stimmen.
Am 20. Juni 1901 fanden die bürgerschaftlichen Ergänzungswahlen in dem Wahlbezirk Marien-Magdalenen Quartiers und der Vorstadt St. Lorenz statt. Der Wahlbezirk, in dem elf Vertreter gewählt wurden, hatte 953 Wahlberechtigte (891 i. J. 1899). Der Vaterstädtische Verein, der Bürgerrechtsverein und die Sozialdemokratische stellten je eine Kandidatenliste auf. Es wurden 715 Stimmzettel (675 i. J. 1899) abgegeben. Mit 380 stimmten sie geschlossen für den Vaterstädtische Verein, 52 für den Bürgerrechtsverein und 225 für die sozialdemokratische Liste. Auf Tegtmeyer Vaterstädtische Verein entfielen 426 Stimmen.

#### Bürgerlicher Deputierter
An Stelle des abtretenden Thomas Johann Heinrich Mann bei der Vorsteherschaft des Wollmagazins wählte der Senat am 13. Juni 1873 Tegtmeyer zum Bürgerlichen Deputierten. Am 16. Juni 1880 wählte der Senat Joh. Christ. Andr. Dahlberg an Stelle des abtretenden Tegtmeyer in die Vorsteherschaft des Wollmagazins.
Am 5. März 1879 erwählte der Senat Tegtmeyer an Stelle des abtretenden Carl Hinrich Friedrich Buck zum Bürgerlichen Deputierten bei dem Finanzdepartement. Im März 1885 trat er ab. An Stelle der Abtretenden Joh Dahlberg und Hermann Wilhelm Fehling erwählte der Senat im Mai 1885 Tegtmeyer und Johannes Nicolaus Heinrich Rahtgens hierhin. Am 9. Mai 1891 wählte der Senat Emil Possehl an Stelle von Tegtmeyer. Im Mai 1898 kehrte er an Stelle des ausscheidenden Joh. Theod. Friedr. Harms zurück. Für den ausscheidenden Tegtmeyer wählte der Senat am 2. Mai 1904 Max Buchwald.
Am 30. April 1883 erwählte der Senat an Stelle der abtretenden Carl Bruhns und Gabr. Joh. Franck Tegtmeyer und Ernst Heinr. Carl Carstens zu Mitgliedern der Vorsteherschaft des Heiligen-Geist-Hospitals.
Der Senat erwählte am 19. Juni 1886 Tegtmeyer an Stelle des ausscheidenden Hermann Otte bei der Central-Armendeputation. Am 18. Juni 1892 trat Heinr. Theod. Buck an seine Stelle.
Am 6. September 1897 erwählte der Senat Tegtmeyer an Stelle von Buck zum Bürgerlichen Deputierten bei der Irrenanstalt. An Stelle des ausgeschiedenen Tegtmeyer erwählte der Senat Gerhard von Melle in die Vorsteherschaft.

#### Richter
Auf Grund des § 29 der Verordnung vom 3. Februar 1879, die Ausführung des Gerichtsverfassungsgesetzes betreffend, wählte der Senat die Kaufleute Joh. Christ. Gottfr. Boye, Heyke, Christian August Heinrich Piehl, Gotthard Joachim Georg  Schwartzkopf, Tegtmeyer und Gust. Weber zu Handelsrichter bei der Kammer des Landgerichts für die Jahre 1883, 1884 und 1885. Die neu ernannten Handelsrichter, Boye, Tegtmeier und Piehl wurden am 2. Januar 1883 im Anschluss an deren Vereidigung in ihr Amt eingeführt. Tegtmeyer wurde bei der Kammer für Handelssachen am Landgericht für die Geschäftsjahre 1889, 1890 und 1891 vom Senat erwählt. Für die Geschäftsjahre 1892, 1893 und 1893 geschah dies wiederum.

### Gesellschaft zur Beförderung gemeinnütziger Tätigkeit
Auf der Generalversammlung der Gesellschaft Harmonie am 22. Oktober 1870 sind die Oberlehrer Burow, Reinboth und Tegtmeyer zu Mitgliedern der Direktion erwählt worden. Auf der Generalversammlung 1876 wurden an die Stelle der austretenden Vorstandsmitglieder Buck, Friedrich Hermann Küstermann und E. Brehmer Aschenfeldt, Friedrich Heinrich Bertling und Tegtmeyer gewählt.
Am 11. Februar 1873 wurde Tegtmeyer Mitglied der Gesellschaft zur Beförderung gemeinnütziger Tätigkeit.
Am 2. Februar 1875 wurden im Ausschuss zur Wahl an Stelle des abtretenden Joach. Christ. Becker Wilh. Nölting, Christian August Siemssen und Tegtmeyer vorgeschlagen. Am 30. März 1885 war die Generalversammlung der Lübecker Seeversicherungs-Gesellschaft von 1859. Die Dividende wurde auf 20 Mark pro Aktie festgesetzt. In den Aufsichtsrat wurden Ferdinand Dahlberg, Hermann Lange, Tegtmeyer und Consul Warncke erwählt. Die Generalversammlung erwählte am 27. März 1888 Tegtmeyer an Stelle von Dahlberg zum Mitglied des Aufsichtsrates.
Auf der Versammlung am 15. Februar 1876 wurde für den 22. die Neuwahl zweier Verwalter der Seemannskasse angekündigt. Für die turnusmäßig ausscheidenden Johannes Fehling und Johannes Dahlberg wurden für ersteren Hamann, Charles Petit und Tegtmeyer vorgeschlagen. Tegtmeyer und Gaedertz sind erwählt worden.
Am 6. März 1877 wurde an Stelle des aus der Stadt ziehenden Grafen Luckner die Wahl eines Vorstands der Spar- und Anleihekasse für vier Jahre notwendig. Hierfür wurden JCA Dahlberg, Johs. Erasmi und Tegtmeyer vorgeschlagen. Zur Wahl des Revisors wurden auf der Versammlung am 14. Februar 1882 Carl William Freese, Georg Eduard Tegtmeyer und Heinrich Joh. Joachim Schultz für die Wahl am 21. vorgeschlagen. Am 14. Januar 1896 nahmen Julius Vermehren und Tegtmeyer ihre Wahl zum Revisor an.
Für Tegtmeyer als dem abtretenden Revisor der Kassenrechnung würde am 26. März 1888 eine Neuwahl stattfinden. Für diese wurden Ernst Brehmer, Heinr. Aug. Lanckhais und Carl Ed. Phil. Stolterfoth vorgeschlagen. Für Sal. Laz. Cohn als ein Vorsteher der Turnanstalt wurden Küstermann, Aug. Lerchen und Tegtmeyer vorgeschlagen. Erwählt wurde Tegtmeyer. Auf der Versammlung am 9. Februar 1892 wurde Tegtmeyer zur Wahl des ausscheidenden Revisors Biss vorgeschlagen.
An die Stelle des am 12. Januar 1889 verstorbenen Carl Georg Nölting erwählte der Senat Tegtmeyer zum Vorstand der Witwe Magdalena Elisabeth Haase-Stiftung. Die Administration der Stiftung verblieb 1889 in den Händen Theod. Friedrich Harms.
Auf der Generalversammlung des lübeckischen Vereins für die Volksküche wurde der turnusmäßig aus dessen Vorstand ausscheidende Tegtmeyer wieder von den Mitgliedern des Vereins wieder zu dessen Mitglied gewählt. In Vertretung des verhinderten Direktors Carl Dimpker teilte Franz Ziehl auf der Versammlung am 14. Februar 1911 mit, dass Tegtmeyer seine Wiederwahl zum Vorsteher der Volksküche angenommen hätte.
Nachdem er 76-jährig verstorben war, wurde seine Witwe auf der Versammlung am 9. Dezember 1913 zum außerordentlichen Mitglied der Gesellschaft.

### Gemeinwesen
Tegtmeyer war Mitglied im lübeckischen Zweiges des Deutschen Vereins gegen Mißbrauch geistiger Getränke.
Au seiner Versammlung am 20. Oktober 1900 berief der Verein der Theaterfreunde Senator Georg Arnold Behn, Tegtmeyer, Landrichter Johannes Daniel Benda und Rechtsanwalt Emanuel Fehling als ihren Vorstand.
Tegtmeyer ist Mitbegründer des Lübecker Zweigvereins der Deutschen Gesellschaft zur Rettung Schiffbrüchiger und ihr langjähriges Mitglied. Oftmals hatte er diesen auf deren Jahresversammlungen vertreten.

### Familie
Tegtmeyer war mit Anna (1849–1918), geborene Staunau, verheiratet.

Paul Wilhelm, sein ältester Sohn, bekam erst Prokura, wurde dann Teilhaber und wurde nach dem Tod des Seniors dessen Inhaber. Im selben Jahr verzog er vom Familienhaus in der Königstraße 23 in den Klingenberg 6 und kehrte 1914 in die Königstraße zurück. Seine Firmen wurden 1919 in die Braunstraße 11 verlegt. Alle Bewohner der Königstraße 23, mit Ausnahme der Familie Paul Wilhelm, zogen 1919 aus dem Haus aus.
Marie Luise, seine Schwester, blieb unverheiratet.
Ernst ging zum Militär. Als der Korvettenkapitän a. D. 1919 in seine Heimatstadt zurückkehrte, wurde er Teilhaber der Firma Charlotte Erasmi.
Johannes Georg wurde ein Mann der Kirche. Vom Vorstand der St. Jacobigemeinde wurde er 1895 als Predigtamtskandidat zum Vikar bestellt und als solcher vom Kirchenrat bestätigt. Er sollte als Hilfsgeistlicher an Stelle des erkrankten und für längere Zeit beurlaubten Pastors Theodor Andresen fungieren. Nach Andresens Tod standen für das Diakonat Kandidat Karl Arndt, Pastor Sommer aus Schiffbek und Vikar Tegtmeyer. Tegtmeyer hielt seine Wahlpredigt am 22. Dezember 1895. Auf der am 27. Dezember stattgefundenen Wahl wurde Tegtmeyer erwählt. Am 12. Januar 1896 wurde Tegtmeyer in Anwesenheit der Senatoren Heinrich Alphons Plessing und Johann Hermann Eschenburg, Direktor Hoffmann als Vertreter des Kirchenrates und Senior Leopold Friedrich Ranke feierlich in sein Amt eingeführt.
Rechtskandidat Eduard wurde am 8. Juni 1899 vom Senat zum Referendar ernannt und am 12. beeidigt.

## Referenzen
1. ↑  Local- und vermischte Notizen. In: Lübeckische Blätter; 14. Jg., Nummer 83, Ausgabe vom 16. Oktober 1872, S. 456.
2. ↑  Local- und vermischte Notizen. In: Lübeckische Blätter; 14. Jg., Nummer 91, Ausgabe vom 13. November 1872, S. 496.
3. ↑  Local- und vermischte Notizen. In: Lübeckische Blätter; 16. Jg., Nummer 45, Ausgabe vom 6. Juni 1877, S. 252.
4. ↑  Local- und vermischte Notizen. In: Lübeckische Blätter, 24. Jahrgang, Nummer 47 vom 11. Juni 1882, S. 277.
5. ↑  Local- und vermischte Notizen. In: Lübeckische Blätter, 27. Jahrgang, Nummer 29, vom 9. April 1884, S. 184.
6. ↑  Local- und vermischte Notizen. In: Lübeckische Blätter, 29. Jahrgang, Nummer 44 vom 1. Juni 1887, S. 235–236.
7. ↑  Local- und vermischte Notizen. In: Lübeckische Blätter, 33. Jahrgang, Nummer 51, Ausgabe vom 28. Juni 1891, S. 228.
8. ↑  Local- und vermischte Notizen., in Lübeckische Blätter; 36. Jg., Nummer 43, Ausgabe vom 30. Mai 1894, S. 300.
9. ↑  Auszug aus dem Protocoll der Handelskammer. In: Lübeckische Blätter, 36. Jahrgang, Nummer 48, Ausgabe vom 17. Juni 1894, S. 327–328.
10. ↑  Local- und vermischte Notizen. In: Lübeckische Blätter, 37. Jahrgang, Nummer 49, Ausgabe vom 19. Juni 1895, S. 332.
11. ↑  Auszug aus dem Protocoll der Versammlung der Handelskammer. In: Lübeckische Blätter, 36. Jahrgang, Nummer 56, Ausgabe vom 15. Juli 1894, S. 389–390.
12. ↑  Auszug aus dem Protokoll der Versammlung der Handelskammer. In: Lübeckische Blätter, 38. Jahrgang, Nummer 31, Ausgabe vom 28. Juni 1896, S. 284–285.
13. ↑  Auszug aus dem Protokoll der Versammlung der Handelskammer. In: Lübeckische Blätter, 38. Jahrgang, Nummer 41, Ausgabe vom 19. Juli 1896, S. 314–315.
14. ↑  Local- und vermischte Notizen. In: Lübeckische Blätter; 14. Jg., Nummer 15, Ausgabe vom 20. Februar 1872, S. 80.
15. ↑  Local- und vermischte Notizen. In: Lübeckische Blätter; 15. Jg., Nummer 26, Ausgabe vom 2. April 1873, S. 152.
16. ↑  Generalversammlung der Aktiengesellschaft Casino. In: Lübeckische Blätter; 21. Jg., Nummer 27, Ausgabe vom 3. April 1879, S. 155.
17. ↑  Local- und vermischte Notizen. In: Lübeckische Blätter, 24. Jahrgang, Nummer 31 vom 16. April 1882, S. 182.
18. ↑  Local- und vermischte Notizen. In: Lübeckische Blätter; 17. Jg., Nummer 16, Ausgabe vom 24. Februar 1875, S. 96.
19. ↑  Local- und vermischte Notizen. In: Lübeckische Blätter, 29. Jahrgang, Nummer 15 vom 20. Februar 1887, S. 84.
20. ↑  Local- und vermischte Notizen. In: Lübeckische Blätter, 27. Jahrgang, Nummer 39, vom 22. April 1885, S. 188.
21. ↑  Local- und vermischte Notizen. In: Lübeckische Blätter, 34. Jahrgang, Nummer 14 vom 17. Februar 1892, S. 84.
22. ↑  Lokale Notizen. In: Lübeckische Blätter, 50. Jahrgang, Nummer 8, Ausgabe vom 23. Februar 1908, S. 123.
23. ↑  Local- und vermischte Notizen. In: Lübeckische Blätter, 22. Jahrgang, Nummer 99 vom 12. Dezember 1880, S. 575.
24. ↑  Local- und vermischte Notizen. In: Lübeckische Blätter, 28. Jahrgang, Nummer 34 vom 28. April 1886, S. 200.
25. ↑  Local- und vermischte Notizen. In: Lübeckische Blätter, 31. Jahrgang, Nummer 26, Ausgabe vom 31. März 1889, S. 151.
26. ↑  Die Deutsche Lebensversicherungs-Gesellschaft zu Lübeck ist 1828 gegründet worden. Als Aktiengesellschaft wurde sie 1927 von der Allianz übernommen.
27. ↑  Local- und vermischte Notizen. In: Lübeckische Blätter, 29. Jahrgang, Nummer 36 vom 4. Mai 1887, S. 192.
28. ↑  Bürgerschaftswahl. In: Lübeckische Blätter; 19. Jg., Nummer 50, Ausgabe vom 24. Juni 1877, S. 282.
29. ↑  Local- und vermischte Notizen. In: Lübeckische Blätter, 31. Jahrgang, Nummer 52, Ausgabe vom 30. Juni 1889, S. 300.
30. ↑  Local- und vermischte Notizen. In: Lübeckische Blätter, 37. Jahrgang, Nummer 44 vom 2. Juni 1895, S. 304.
31. ↑  Bürgerschaftswahlen. In: Lübeckische Blätter, 37. Jahrgang, Nummer 52 vom 30. Juni 1895, S. 352.
32. ↑  Bürgerschaftswahlen. In: Lübeckische Blätter, 43. Jahrgang, Nummer 25, Ausgabe vom 23. Juni 1901, S. 314–315.
33. ↑  Local- und vermischte Notizen. In: Lübeckische Blätter, 16. Jahrgang, Nummer 48, Ausgabe vom 19. Juni 1874, S. 284.
34. ↑  Local- und vermischte Notizen. In: Lübeckische Blätter, 22. Jahrgang, Nummer 49, Ausgabe vom 20. Juni 1880, S. 291.
35. ↑  Local- und vermischte Notizen. In: Lübeckische Blätter; 21. Jg., Nummer 20, Ausgabe vom 9. März 1879, S. 115.
36. ↑  Local- und vermischte Notizen. In: Lübeckische Blätter, 27. Jahrgang, Nummer 22, vom 18. März 1885, S. 128.
37. ↑  Local- und vermischte Notizen. In: Lübeckische Blätter, 27. Jahrgang, Nummer 42, vom 27. Mai 1885, S. 244.
38. ↑  Local- und vermischte Notizen. In: Lübeckische Blätter, 33. Jahrgang, Nummer 38 vom 13. Mai 1891, S. 228.
39. ↑  Local- und vermischte Notizen. In: Lübeckische Blätter; 40. Jg., Nummer 19, Ausgabe vom 8. Mai 1898, S. 232.
40. ↑  Lokale Notizen. In: Lübeckische Blätter, 46. Jahrgang, Nummer 20, Ausgabe vom 15. Mai 1904, S. 318.
41. ↑  Local- und vermischte Notizen. In: Lübeckische Blätter, 25. Jahrgang, Nummer 36, vom 6. Mai 1883, S. 216.
42. ↑  Local- und vermischte Notizen. In: Lübeckische Blätter, 28. Jahrgang, Nummer 57 vom 27. Juni 1886, S. 295.
43. ↑  Local- und vermischte Notizen. In: Lübeckische Blätter, 34. Jahrgang, Nummer 51 vom 26. Juni 1892, S. 304.
44. ↑  Local- und vermischte Notizen. In: Lübeckische Blätter; 39. Jg., Nummer 37, Ausgabe vom 12. September 1897, S. 433.
45. ↑  Lokale Notizen. In: Lübeckische Blätter, 47. Jahrgang, Nummer 40, Ausgabe vom 1. Oktober 1905, S. 565.
46. ↑  Local- und vermischte Notizen. In: Lübeckische Blätter, 24. Jahrgang, Nummer 102, vom 20. Dezember 1882, S. 610.
47. ↑  Local- und vermischte Notizen. In: Lübeckische Blätter, 25. Jahrgang, Nummer 1, vom 3. Januar 1883, S. 4.
48. ↑  Local- und vermischte Notizen. In: Lübeckische Blätter, 30. Jahrgang, Nummer 98 vom 5. Dezember 1888, S. 589–590.
49. ↑  Local- und vermischte Notizen. In: Lübeckische Blätter, 33. Jahrgang, Nummer 92 vom 18. November 1891, S. 548.
50. ↑  Local- und vermischte Notizen. In: Lübeckische Blätter, 12. Jahrgang, Nummer 86, Ausgabe vom 26. October 1870, S. 468.
51. ↑  Harmonie. In: Lübeckische Blätter; 18. Jg., Nummer 16, Ausgabe vom 20. Oktober 1876, S. 509.
52. ↑  Local- und vermischte Notizen. In: Lübeckische Blätter; 15. Jg., Nummer 12, Ausgabe vom 12. Februar 1873, S. 68.
53. ↑  Gesellschaft z. Beförd. gemeinnütz. Thätigkeit. In: Lübeckische Blätter; 17. Jg., Nummer 10, Ausgabe vom 3. Februar 1875, S. 59.
54. ↑  Local- und vermischte Notizen. In: Lübeckische Blätter, 27. Jahrgang, Nummer 27, vom 5. April 1885, S. 160.
55. ↑  Local- und vermischte Notizen. In: Lübeckische Blätter, 30. Jahrgang, Nummer 26 vom 28. März 1888, S. 151.
56. ↑  Gesellschaft zur Beförd. gemeinnütz. Thätigkeit. In: Lübeckische Blätter; 18. Jg., Nummer 14, Ausgabe vom 16. Februar 1876, S. 84.
57. ↑  Gesellschaft zur Beförd. gemeinnütz. Thätigkeit. In: Lübeckische Blätter; 18. Jg., Nummer 16, Ausgabe vom 23. Februar 1876, S. 96.
58. ↑  Gesellschaft zur Bef. gemeinnütz. Thätigkeit. In: Lübeckische Blätter; 19. Jg., Nummer 19, Ausgabe vom 7. März 1877, S. 102.
59. ↑  Gesellschaft zur Bef. gemeinnütz. Thätigkeit. In: Lübeckische Blätter; 24. Jg., Nummer 14, Ausgabe vom 15. Februar 1882, S. 79.
60. ↑  Gesellschaft zur Bef. gemeinnütz. Thätigkeit. In: Lübeckische Blätter, 38. Jahrgang, Nummer 4, Ausgabe vom 15. Januar 1896, S. 23.
61. ↑  Gesellschaft zur Beförderung gemeinnütziger Thätigkeit. In: Lübeckische Blätter; 20. Jg., Nummer 23, Ausgabe vom 20. März 1878, S. 135.
62. ↑  Gesellschaft zur Bef. Gemeinnütz. Thätigkeit. In: Lübeckische Blätter; 20. Jg., Nummer 25, Ausgabe vom 27. März 1878, S. 147.
63. ↑  Gesellschaft zur Bef. Gemeinnütz. Thätigkeit. In: Lübeckische Blätter, 34. Jahrgang, Nummer 12 vom 10. Februar 1892, S. 70.
64. ↑  Local- und vermischte Notizen. In: Lübeckische Blätter, 31. Jahrgang, Nummer 6, Ausgabe vom 20. Januar 1889, S. 36.
65. ↑  Neunzehnter Bericht des Vereins für die Volksküche in Lübeck. In: Lübeckische Blätter, 43. Jahrgang, Nummer 18, Ausgabe vom 5. Mai 1901, S. 228.
66. ↑  Gesellschaft zur Beförderung gemeinnütziger Tätigkeit. In: Lübeckische Blätter, 53. Jahrgang, Nummer 8, Ausgabe vom 23. Februar 1911, S. 106.
67. ↑  Lokale Notizen. In: Lübeckische Blätter, 55. Jahrgang, Nummer 50, Ausgabe vom 14. Dezember 1913, S. 814.
68. ↑  Jahresbericht des Lübeckischen Zweigvereins des Deutschen Vereins gegen Mißbrauch geistiger Getränke für 1899. In: Lübeckische Blätter, 42. Jahrgang, Nummer 38, Ausgabe vom 16. September 1900, S. 498–499.
69. ↑  Lokale Notizen. In: Lübeckische Blätter, 42. Jahrgang, Nummer 44, Ausgabe vom 28. Oktober 1900, S. 568.
70. ↑  Gesellschaft zur Beförderung gemeinnütziger Tätigkeit. In: Lübeckische Blätter, 45. Jahrgang, Nummer 50, Ausgabe vom 14. Dezember 1913, S. 814.
71. ↑  Andresen war seit 1891 Mitglied der Gemeinnützigen, seit 1893 Vorstand des Schulseminars, und gehörte dem Verein für Lübeckische Geschichte und Altertumskunde sowie dem Verein von Kunstfreunden an. Er starb am 25. Oktober 1895.
72. ↑  Local- und vermischte Notizen. In: Lübeckische Blätter, 37. Jahrgang, Nummer 54, Ausgabe vom 7. Juli 1895, S. 364.
73. ↑  Karl Arndt wurde später Hauptpastor an St. Matthäi.
74. ↑  Local- und vermischte Notizen. In: Lübeckische Blätter, 37. Jahrgang, Nummer 94, Ausgabe vom 24. November 1895, S. 592.
75. ↑  Local- und vermischte Notizen. In: Lübeckische Blätter, 37. Jahrgang, Nummer 102, Ausgabe vom 29. Dezember 1895, S. 652.
76. ↑  Lokale Notizen. In: Lübeckische Blätter; 41. Jg., Nummer 29, Ausgabe vom 16. Juni 1899, S. 358.

| Personendaten    | Personendaten                    |
| ---------------- | -------------------------------- |
| NAME             | Tegtmeyer, Georg Eduard          |
| KURZBESCHREIBUNG | deutscher Kaufmann und Politiker |
| GEBURTSDATUM     | 22. April 1842                   |
| GEBURTSORT       | Lübeck                           |
| STERBEDATUM      | 22. September 1913               |
| STERBEORT        | Lübeck                           |